# Catechesi tradendae
Catechesi tradendae es una exhortación apostólica postsinodal del papa S. Juan Pablo II publicada el 16 de octubre de 1979, que aborda el tema de la catequesis en el periodo contemporáneo.

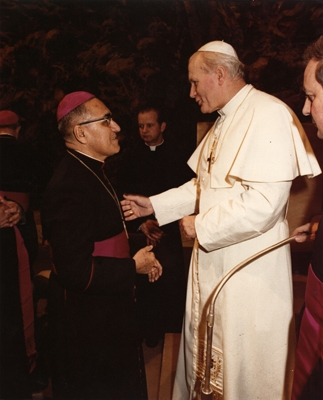
El arzobispo Óscar Arnulfo Romero junto a Juan Pablo II (1979).

La exhortación está dirigida a los obispos, al clero y a todos los fieles de la Iglesia. En ella, el papa señala que el Catecismo es un tema muy amplio y, de alguna manera, el más relevante y crucial a discutir para consolidar los buenos frutos del Sínodo. Esto formaba parte medular del pensamiento de S. Juan Pablo II, que consideraba la catequesis como «preocupación central de su ministerio de sacerdote y de obispo» (Catechesi tradendae, 4).
Con este documento, se clausuró la IV Asamblea General del Sínodo de Obispos reunida en Roma en octubre de 1977 bajo el pontificado del papa S. Pablo VI, con el tema "Catequesis en nuestro tiempo", con un particular énfasis en la catequesis para niños y jóvenes. El trabajo de redactar este documento fue iniciado por S. Pablo VI, basándose en documentos de los Padres Sinodales, continuado luego por el Venerable Juan Pablo I y completado por S. Juan Pablo II. Así, por primera vez en la historia de los sínodos, el papa encargado de concretar las conclusiones del sínodo en una exhortación había participado del mismo desde dentro, y vivido como padre sinodal toda la evolución de los debates.